# Миф (фильм, 2018)
«Миф» — украинский документальный фильм 2018 года, снятый режиссёрами Леонидом Кантером и Иваном Яснием, рассказ о жизни Героя Украины Василия Слипака, кавалера орденов «За мужество» I ст. и «Золотая Звезда», украинского оперного певца, который стал добровольцем и был убит во время вооружённого конфликта на востоке Украины.
В качестве названия фильма взят позывной Василия Слипака — «Миф».
В широкий украинский прокат лента вышла 8 февраля 2018.

## Производство
11 июля 2016 года Леонид Кантер на своей странице в Facebook попросил помощи в сборе архивного видео с Василием Слипаком. Режиссёры более полугода собирали архивное видео.
Благодаря Оресту Слипаку, брату певца, авторы получили доступ к архивам, встретились с его одноклассниками, друзьями детства, учителями, преподавателями Львовской национальной музыкальной академии имени Николая Лысенко (Украина), артистами, композиторами и дирижёрами во Франции и Украине, друзьями, братьями, родителями.
Пять украинских телеканалов поделились своими архивными записями о Василии Слипаке. Авторы отсняли материал на Востоке Украины, во Львове, Киеве, Париже. Ездили на позиции, где находится батальон «Мифа», общались с его боевыми побратимами на фронте.
Благодаря письмам поддержки от киевского представительства Французского института Министерства культуры Украины и Государственного агентства по вопросам кино (Украина) удалось реализовать сложный этап организации съёмок в Париже.
Поддержку в создании фильма оказали благотворительная организация «Фонд Василия Слипака», Госкино Украины. 24 Канал, Громадське телебачення, Общественное телерадиовещание, Эспрессо TV, журнал «Украинский тыждень».
Музыку для фильма написали Евгений Гальперин (который писал музыку для Люка Бессона и был близким другом Василия, Эдуард Приступа («Диля»), Роман Григорьев и Илья Разумейко (формация NOVA OPERA).
17 января 2018 года компания «ФОР-ПОСТ» представила Госкино готовую документальную ленту «Миф».
Анимацию к фильму создал украинский карикатурист Юрий Журавель.

## Смета
В апреле 2017 года авторы подали свой проект в программу «Спильнокошт» для сбора пожертвований.
С целью получения финансирования для фильма подготовили представление и вошли в перечень проектов-победителей первого этапа Десятого конкурсного отбора кинопроектов, претендующих на государственное финансирование. 30 июня 2017 года стало известно, что фильм победил в номинации «Неигровые тематические (О героизме воинов, участвовавших в защите Украины)».
После победы в питчинге авторы начали сотрудничать с компанией «ФОР-ПОСТ», с которой Государственное агентство Украины по вопросам кино 26 декабря 2017 года заключило контракт о предоставлении государственной финансовой поддержки фильму «Миф» на сумму 620 тыс. грн., при общей стоимости производства 1 млн 577 тыс. 282 грн.

## Сюжет
Фильм сочетает сразу два жанра: документальное кино и киноконцерт. Сюжетно, лента строится на двух основных линиях: биографии Василия Слипака и истории мальчика по имени Джельсомино, героя книги «Джельсомино в стране лжецов» Джанни Родари, которую читает ученикам учительница французской школы.
Фильм построен в виде этапов жизни Василия Слипака. О каждом из них вспоминают его друзья, собратья, преподаватели, родные, любимая женщина. О детстве Василия рассказывает Орест, его родной брат. Преподаватели, а также коллеги по сцене, рассказывают о творчестве и особенностях голоса. Рассказ о жизни в Париже сопровождается отрывками из его оперных партий. В фильме отмечается, что Василий Слипак был патриотом Украины, который за всю свою жизнь пронёс любовь к ней, терпеть не мог несправедливость.
Евромайдан изменил жизнь певца, разделив на две части: до и после. Первая часть — это жизнь Слипака в детские годы во Львове, дальнейший переезд во Францию, успешная карьера оперного певца в течение 19 лет. Вторая часть — это активное участие в Евромайдане, организация демонстрации во Франции, а впоследствии присоединился и к волонтёрскому движению. Слипак решил оставить оперную карьеру в Париже, разорвал отношения с девушкой-россиянкой, с которой встречался во Франции, пошёл добровольцем в АТО, где взял себе позывной «Миф» как сокращение имени персонажа Мефистофель оперы «Фауст» Шарля Гуно, которого он играл на парижской сцене.

## Релиз

### Показ рабочей версии
К годовщине гибели Василия Слипака с 29 июня по 1 июля 2017 года во Львове был проведён «W LIVE. Тихие дни любви и музыка мира» — первый в Украине открытый международный музыкальный марафон памяти оперного певца. В рамках Марафона 29 июня 2017 года состоялся предпремьерный показ рабочей версии фильма.
2 сентября 2017 года в рамках национального фестиваля «Кропивницкий» предпремьерный показ состоялся и в Кировоградском академическом областном театре им. М. Кропивницкого.

### Промотур по городам США
В ноябре 2017 года документальный фильм «Миф» начал промотур по городам США с целью сбора благотворительных взносов, которые использовали на продвижение фильма в Украине и мире. Съёмочная группа встретилась со зрителями в более чем 20 городах США. В Вашингтоне на показе присутствовал чрезвычайный и полномочный посол Украины в США Валерий Чалый.

### Промотур по городам Украины
В январе-феврале 2018 года состоялся допремьерный тур фильма по 12 крупным городам Украины

### Широкий прокат
Лента вышла в украинский широкий прокат 8 февраля 2018. Премьера состоялась в киевском кинотеатре «Украина».